# ناحیه تسیرنگ
ناحیه تسیرنگ (به لاتین: Tsirang District) یک ناحیه در بوتان است. ناحیه تسیرنگ ۶۳۹ کیلومتر مربع مساحت و ۲۲٬۳۷۶ نفر جمعیت دارد.